# Svinenská brána (České Budějovice)
Svinenská brána, německy Schweinitzer-Tor (též zvaná Vídeňská, německy Wiener-Tor) byla jednou z tří hlavních městských bran Českých Budějovic, která z východu uzavírala současnou ulici Karla IV.

## Charakteristika a historie
Původní gotická brána vznikla pravděpodobně koncem 13. století. Šlo o vícepodlažní věžovitou stavbu s obdélníkovým půdorysem a průjezdným přízemím. Dočkala se přinejmenším dvou radikálních přestaveb, které následovaly po požárech města v letech 1526 a 1641. K druhé došlo při přestavbě hradeb řízené Francescem Canevalem kolem roku 1647. Věž tehdy zřejmě nebyla obnovena v plné výši, ale zůstala zakončena prvním patrem. Nad ním ji lemoval odsazený ochoz s cimbuřím. K průjezdu z vnější strany přiléhal padací most přes Mlýnskou stoku. V období renezance doplnil bránu podkovovitý barbakan. V srpnu 1722 musela být brána rozšířena, aby jí mohla být provezena kamenná mušle vytesaná Zachariášem Hornem pro Samsonovu kašnu, která do města přijela na speciálním vozu taženém 77 koňmi.
Současná ulice Karla IV., která vedla z náměstí k bráně, se podle směru na Trhové Sviny původně označovala jako Svinenská. Název se používal i pro bránu. Od přelomu 18. a 19. století, v souvislosti s rozmachem Rakouska, se pro bránu i ulici začalo objevovat označení Videňská.
Svinenská brána zanikla v roce 1845.